# Sulfátový papír

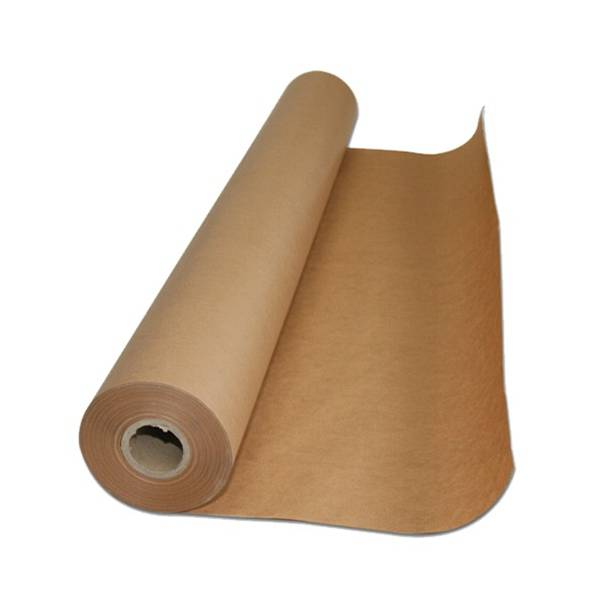
Role sulfátového papíru

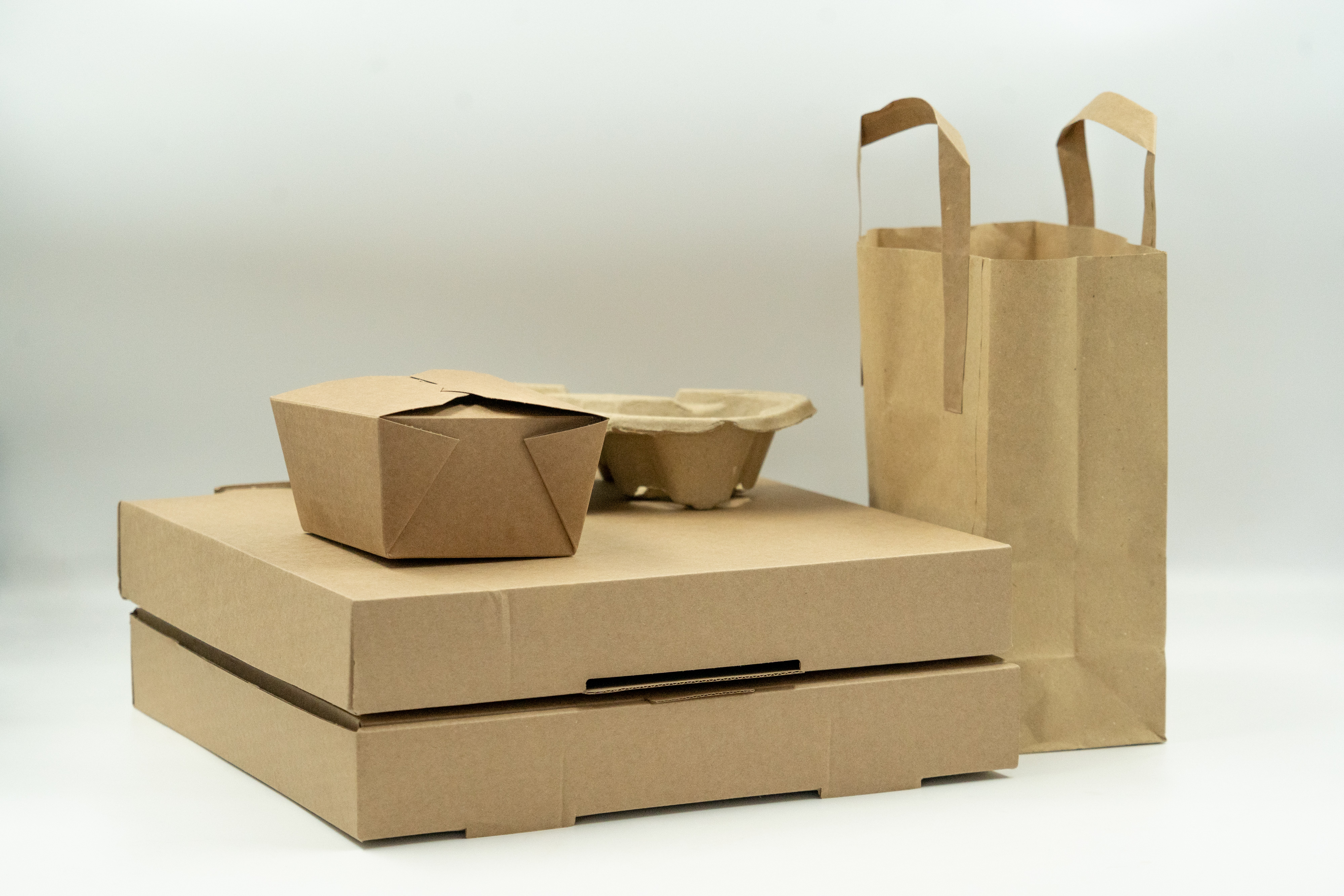
Obaly ze sulfátového papíru, kartonu a vlnité lepenky

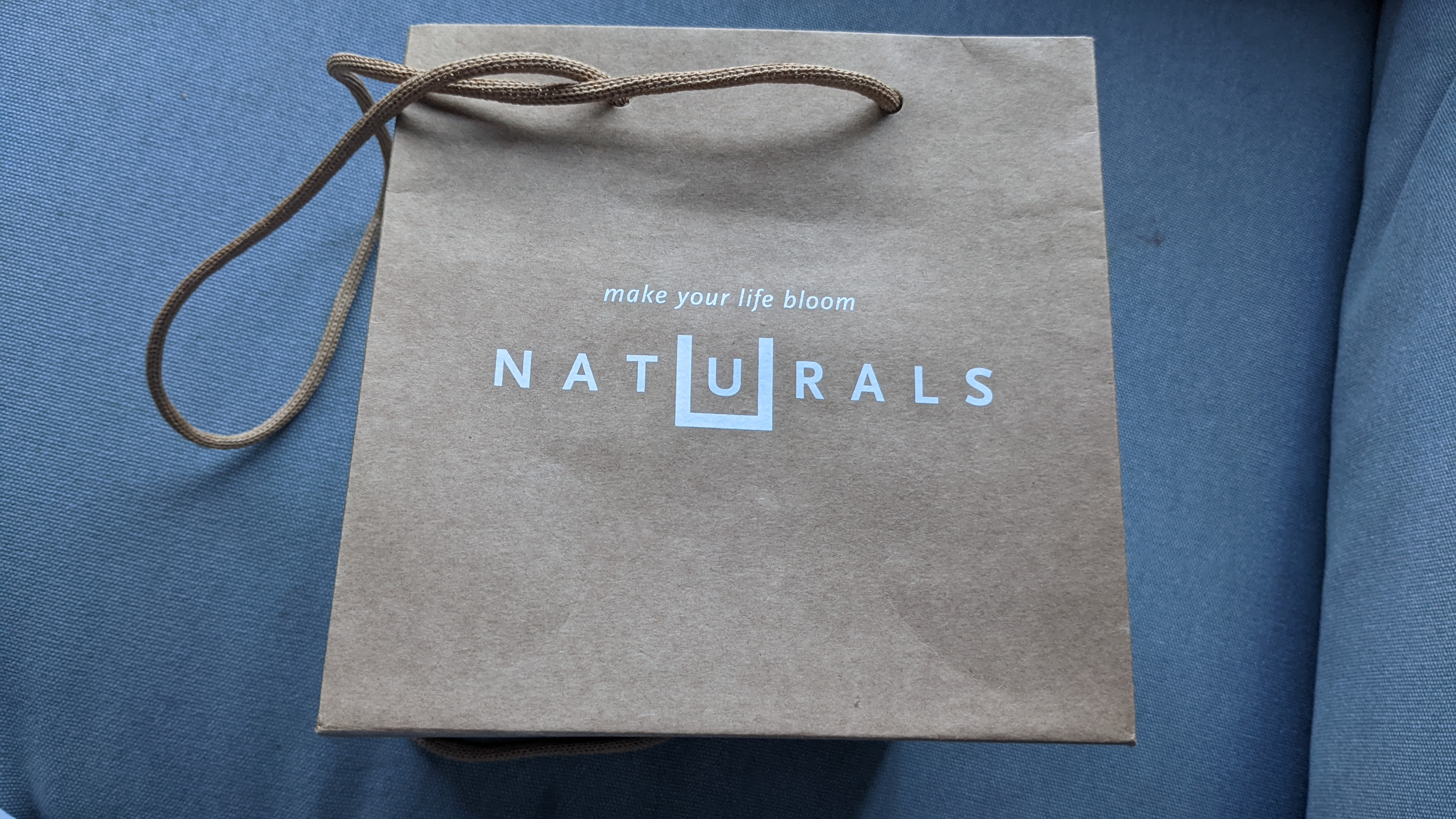
Nákupní taška ze sulfátového papíru

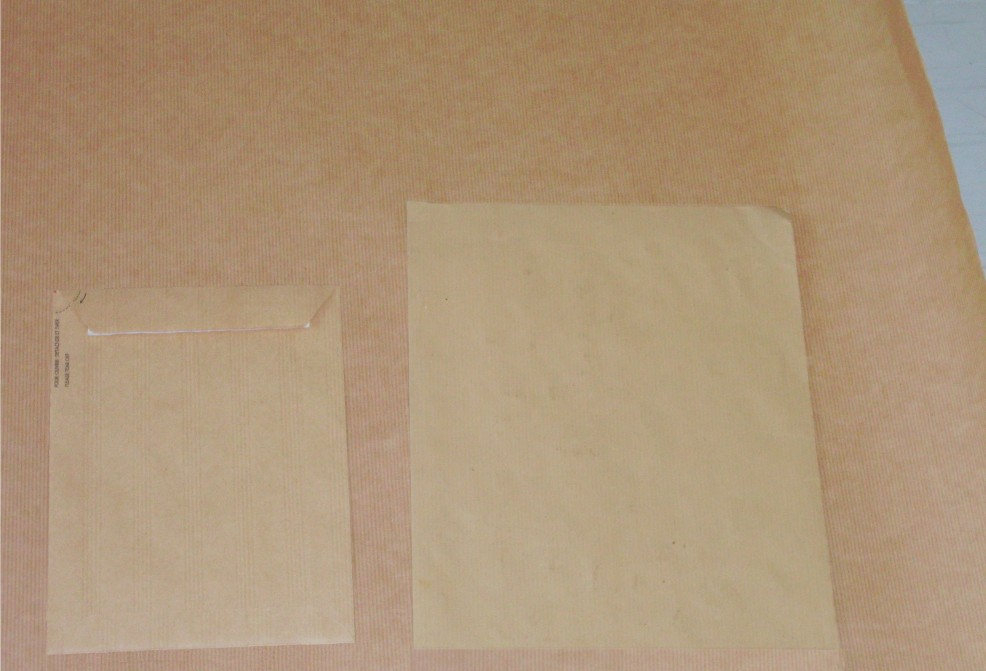
Obálka a list sulfátového papíru

Sulfátový papír, často též kraftový papír, je papír, karton nebo lepenka z buničiny vyrobené sulfátovým procesem. Buničina vyrobená sulfátovým procesem je oproti buničině vyrobené jinými rozvlákňovacími metodami pevnější. Kyselé sulfitové procesy více narušují celulózu, což vede k vytvoření vláken s nižší pevností. Mechanické rozvlákňovací procesy ponechají většinu ligninu v buničině, zatímco sulfátový proces odstraňuje většinu ligninu původně přítomného ve dřevě. Nízký podíl ligninu je pro výslednou pevnost papíru rozhodující. Hydrofobní charakter ligninu totiž omezuje tvorbou vodíkových můstků mezi molekulami celulózy (a hemicelulózy) ve vláknech.
Nebělená sulfátová buničina je tmavší než ostatní dřevné buničiny, ale může být vybělena k vytvoření čistě bílé buničiny. Plně bělená sulfátová buničina se používá k výrobě vysoce kvalitního papíru, u něhož je důležitá pevnost, bělost a odolnost proti žloutnutí.

## Výroba
Štěpka ze dřeva zbaveného kůry se vaří v tzv. bílém louhu – roztoku obsahujícím směs NaOH, Na2S a Na2CO3. Reakce probíhá v tlakových nádobách při teplotě kolem 175 °C a pH 13 až 14. Lignin a hemicelulóza se rozkládají na jednodušší látky rozpustné v zásaditém roztoku. Následně se tekutina odcedí a vzniklá buničina se vypere, případně vybělí a použije na výrobu papíru.
Výhodou sulfátového procesu je možnost použít širší spektrum zdrojů vláken, než u většiny ostatních rozvlákňovacích procesů. Vyrobená buničina je pevnější. Nevýhodou je nižší výtěžnost (část buničiny se odbourá), tmavší barva a horší bělitelnost a zápach při výrobě.

## Kvalita
- Normální sulfátový papír je pevný a poměrně hrubý. Má vysokou pevnost v tahu. Gramáž je obvykle 40 až 135 g/m2.
- Pytlový sulfátový papír, nebo jen pytlový papír je porézní sulfátový papír s vysokou elasticitou a vysokou odolností proti roztržení, který je určen pro balení výrobků s vysokými nároky na pevnost a trvanlivost.
- Absorpční sulfátový papír se vyrábí s řízenou savostí, tj. vysokou mírou pórovitosti. Je vyroben z čistě z tvrdého papíru a musí mít dobrou rovnoměrnost a formování.
- Lovecký nábojový sulfátový papír je papír používaný v brokových nábojích. Tento papír vyžaduje vysokou pevnost v tahu v podélném směru, což je axiální směr nábojů.